# Джураев, Рисбай Хайдарович
Рисбай Хайдарович Джураев (род. 25 июля 1946, Сырдарья, Сырдарьинская область) — узбекский политик. министр народного образования Узбекистана (2000—2004).

## Биография
В 1968 году окончил Ташкентский политехнический институт.
В 1987 году защитил кандидатскую, а в 1995 году докторскую диссертацию.
Работал преподавателем Ташкентского политехнического института (1968—1975), первым заместителем председателя и председателем Государственного комитета профессионально-технического образования (1977—1988), заместителем министра народного образования Республики Узбекистан (1988—1989), заведующий отделом культуры, образования и здравоохранения Кабинета Министров Республики Узбекистан (1989—1992), ректором Гулистанского государственного университета (1992—1998), член-корреспондент Академии педагогических и социальных наук (1995—1997), первым заместителем министра Высшего и среднего специального образования Республики Узбекистан (1998—2000), министром народного образования Узбекистана (2000—2004), директором Узбекского научно-исследовательского института педагогических наук (2004—2009).
С 2009 года работает в должности главного редактора журнала «Uzluksizta`lim» и является руководителем отдела УзНИИПН «Инновационные технологии и информатизация образования».
Р.Джураев является автором более 600 научных трудов. В их числе — 3 учебника для среднего специального, профессионального образования, 20 монографий, методические пособия, статьи в международных и республиканских журналах, сборниках материалов конференций, 14 патентов и разработок для электронной интерактивной доски «Sense-Box».

## Награды
- 1999 г. — лауреат премии имени А. Г. Неболсина Фонда поддержки и развития профессионального образования

## Публикации
- «ВОПРОСЫ ВНЕДРЕНИЯ В СИСТЕМУ ШКОЛЬНОГО ОБРАЗОВАНИЯ ПЕДАГОГИКО-НРАВСТВЕННОГО НАСЛЕДИЯ АЛИШЕРА НАВОИ» ДЖУРАЕВ РИСБАЙ ХАЙДАРОВИЧ, ИНОЯТОВА МУХАЙЁ ЭГАМБЕРДИЕВНА
- «Система непрерывного образования в республике Узбекистан: опыт, проблемы, перспективы» Текст научной статьи по специальности «Науки об образовании»